# Skjortan, Dalarna
Skjortan är en sjö i Gagnefs kommun i Dalarna och ingår i Norrströms huvudavrinningsområde. Sjöns area är 0,012 kvadratkilometer och den befinner sig 266 meter över havet.